# Vi följt i dag med heta tårar
Vi följt i dag med heta tårar är en passionspsalm av Gustaf Fredrik Gyllenborg och senare bearbetad.

## Publicerad i
- Den svenska psalmboken 1819 som nummer 95 under rubriken "Jesu lidande, död och begravning: Jesu sista ord på korset".[1]